# Audi R8 (Type 4S)
Pour les articles homonymes, voir Audi R8 et R8.
L'Audi R8 (type 4S) est une voiture de sport à moteur central du constructeur automobile allemand Audi produite de 2015 à 2024. Elle est la deuxième génération d'Audi R8.

## Présentation
Le véhicule est officiellement présenté au public lors du Salon international de l'automobile de Genève 2015. Le véhicule est livré depuis l'été 2015 et, la même année, il a reçu le volant d'or dans la catégorie des voitures de sport. Le 23 mars 2016, dans le cadre du Salon de l'automobile de New York (NYIAS), Audi a présenté la variante cabriolet (Spyder), livrée depuis le second semestre 2016.
Jusqu'en octobre 2016, la R8 e-Tron, un modèle électrique avec batterie et deux moteurs électriques, était construite en petite série.
En septembre 2017, au salon de l'automobile de Francfort, Audi présente la R8 RWS (Rear Wheel Series), version à propulsion, comme modèle spécial à production limitée.
Une variante révisée de la R8 est présentée le 18 octobre 2018.
À l'occasion du dixième anniversaire du moteur V10 de l'Audi R8, le modèle spécial R8 V10 Decennium, limité à 222 exemplaires, est présenté au salon international de l'automobile de Genève en mars 2019. Elle n'est disponible qu'en coupé.
Audi n'a pas encore fait de déclarations définitives concernant une successeur à la R8. En 2020, le patron d'Audi Sport, Oliver Hoffman, a déclaré dans une interview qu'une R8 avec un moteur à combustion est importante pour les clients. De plus, le modèle sœur, la Lamborghini Huracán, continuera d'utiliser un moteur à combustion interne, bien qu'électrifié.
La production de l'Audi R8 cesse le 22 mars 2024, avec près de 45 000 exemplaires produit sur deux générations.

## Caractéristiques techniques
La deuxième R8 partage la même plate-forme que la Lamborghini Huracán, qui est en production depuis 2014. La R8 sera construite dans la nouvelle usine Audi Sport de la zone industrielle Böllinger Höfe de Heilbronn. En plus d'une partie avant et arrière redessinée, la carrosserie est plus anguleuse et audacieuse que celle de sa prédécesseur.

### Carrosserie
Selon le constructeur, le poids du véhicule a été réduit de 50 kg et la rigidité augmentée de 40 %. Le véhicule est équipé de série de phares à LED. Un feu de route laser peut également être commandé en option, ce qui double la portée lumineuse des phares à LED en mode feux de route. La variante V10 Plus est équipée de série d'un aileron arrière.

### Groupe motopropulseur
Un moteur V10 central et perfectionné de 5,2 litres est disponible en deux variantes de puissance, l’un avec une puissance maximale de 397 kW (540 ch) et l’autre avec une puissance maximale de 449 kW (610 ch) pour la R8 V10 Plus.
En tant que nouveauté, le moteur à aspiration naturelle a non seulement combiné le collecteur d'admission et l'injection directe de carburant, mais également la désactivation des cylindres, qui arrête complètement une rangée de cylindres si nécessaire. La R8 est équipée de série d'un système stop-start. La transmission est une transmission à double embrayage à sept rapports (S tronic) avec une fonction de roue libre en tant qu’innovation technique; la transmission manuelle n'est plus proposée.

### Intérieur
L'intérieur nouvellement conçu comprend le cockpit virtuel comme dans la Lamborghini Huracán et l'Audi TT FV. Le combiné d'instrumentations et le système d'infodivertissement côté conducteur sont combinés dans un écran LCD de 12,3 pouces. En plus d'afficher la vitesse, le régime moteur et les températures, d'autres paramètres comme les informations du véhicule, les médias et la navigation peuvent également être affichés sur cet écran. Le système est commandé soit via le bouton rotatif MMI situé sur la console centrale, soit via le volant multifonction. La climatisation, les sièges et autres chauffages sont commandés via des interrupteurs et des commandes sur le tableau de bord.

### Lifting

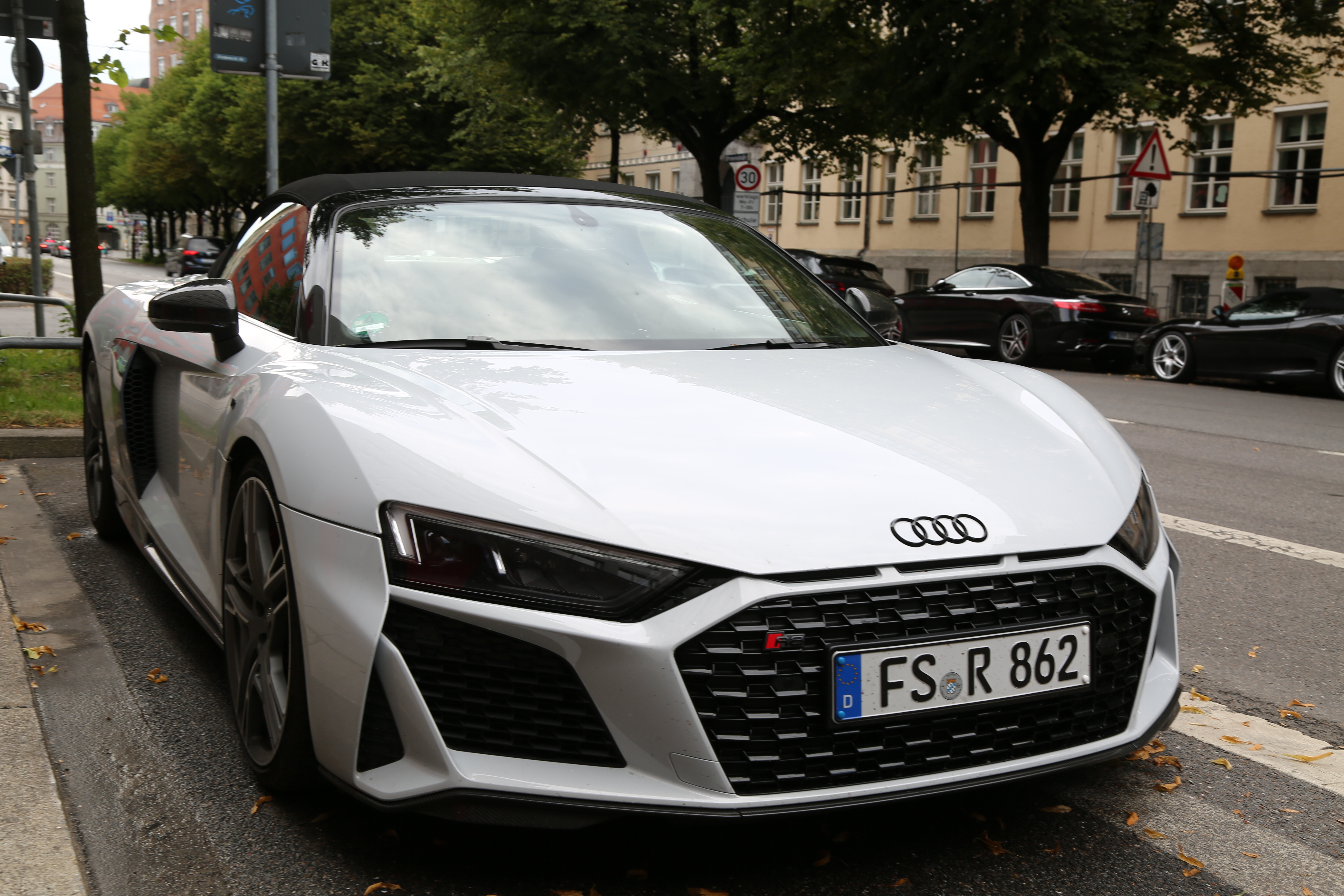
L’Audi R8 Spyder V10 performance quattro avec le lifting de 2019

Audi propose la voiture de sport avec un lifting depuis février 2019. Ce sont principalement les pare-chocs qui ont été visuellement révisés. A l'avant, la calandre a été élargie et sa hauteur réduite. Les entrées d'air décoratives sont désormais situées sur le côté des phares. Trois entrées d'air décoratives de forme oblongue ont également été ajoutées entre la calandre et le capot, qui sont destinées à rappeler la Sport quattro. Les entrées d'air latérales du tablier avant et le séparateur avant ont également été modifiées. À l’arrière, les principaux changements sont que la grille de ventilation est désormais continue et, comme sur la première génération, des sorties d'échappement ovales sont utilisées. Avec le lifting, les couleurs extérieures "Kemoragrau" et "Ascariblau" ont été ajoutées à la gamme. De plus, une finition extérieure "Titan-graues" peut désormais être sélectionnée.
Trois nouvelles combinaisons de couleurs ont été ajoutées pour l'intérieur :
- "Pastellsilber" avec coutures "Felsgrauen"
- "Palominobraun" avec coutures "Stahlgrauen"
- Noir avec coutures "Utopiablauen"

Techniquement, certaines choses ont également changé. La direction (direction assistée électromécanique à pignon et crémaillère) a été réajustée. En option, le stabilisateur renforcé en polymère renforcé de fibres de carbone, 2 kg plus léger, avec support en aluminium provenant de la variante du sport automobile, la R8 LMS, peut désormais être sélectionné pour l'essieu avant. Des jantes forgées en alliage léger et avec un diamètre de 20 pouces sont désormais également disponibles en option. Le lifting augmente également les valeurs de puissance et de couple des deux variantes de moteur.

## Variantes

### R8 e-tron
La R8 e-Tron construite jusqu'en octobre 2016 dispose de deux moteurs électriques. Ceux-ci délivrent une puissance totale de 340 kW (462 ch) et ils ont un couple de 920 Nm. Le modèle purement électrique a une autonomie allant jusqu'à 450 kilomètres. Moins de 100 véhicules ont été produits à un prix d'achat de 1 million d'euros.

### R8 V10 RWS
En septembre 2017, dans le cadre du Salon de l’automobile de Francfort-sur-le-Main, Audi a présenté un modèle spécial de la R8, la RWS (Rear Wheel Series). Contrairement au modèle standard avec le moteur V10 de 5.2 l tout aussi puissant, la RWS, qui est limitée à 999 unités, dispose d'une propulsion arrière, ce qui réduit le poids à vide de 40 kilogrammes pour 1590 kilogrammes. Le temps d'accélération de 0 à 100 km/h augmente de 0,2 seconde pour 3,7 secondes, la vitesse de pointe est toujours de 320 km/h. La R8 V10 RWS est le premier véhicule de série d'Audi à être équipé d'une propulsion arrière.

### R8 GT
Dévoilée en octobre 2022, cette série limitée est une sorte d'« adieu » du modèle, qui entre en effet dans sa dernière année de production . Limitée à 333 exemplaires dans le monde, cette génération de R8 GT ne sera proposée qu'en coupé uniquement contrairement à la précédente.

## Sports mécaniques
Audi propose également une variante GT3 et une variante GT4, qui peuvent être utilisées dans des courses automobile.
La R8 LMS GT2 a été présentée au Festival de vitesse de Goodwood 2019, elle devait concourir dans la catégorie GT2 prévue par SRO Motorsports Group pour 2020, entre autres.

## Galerie

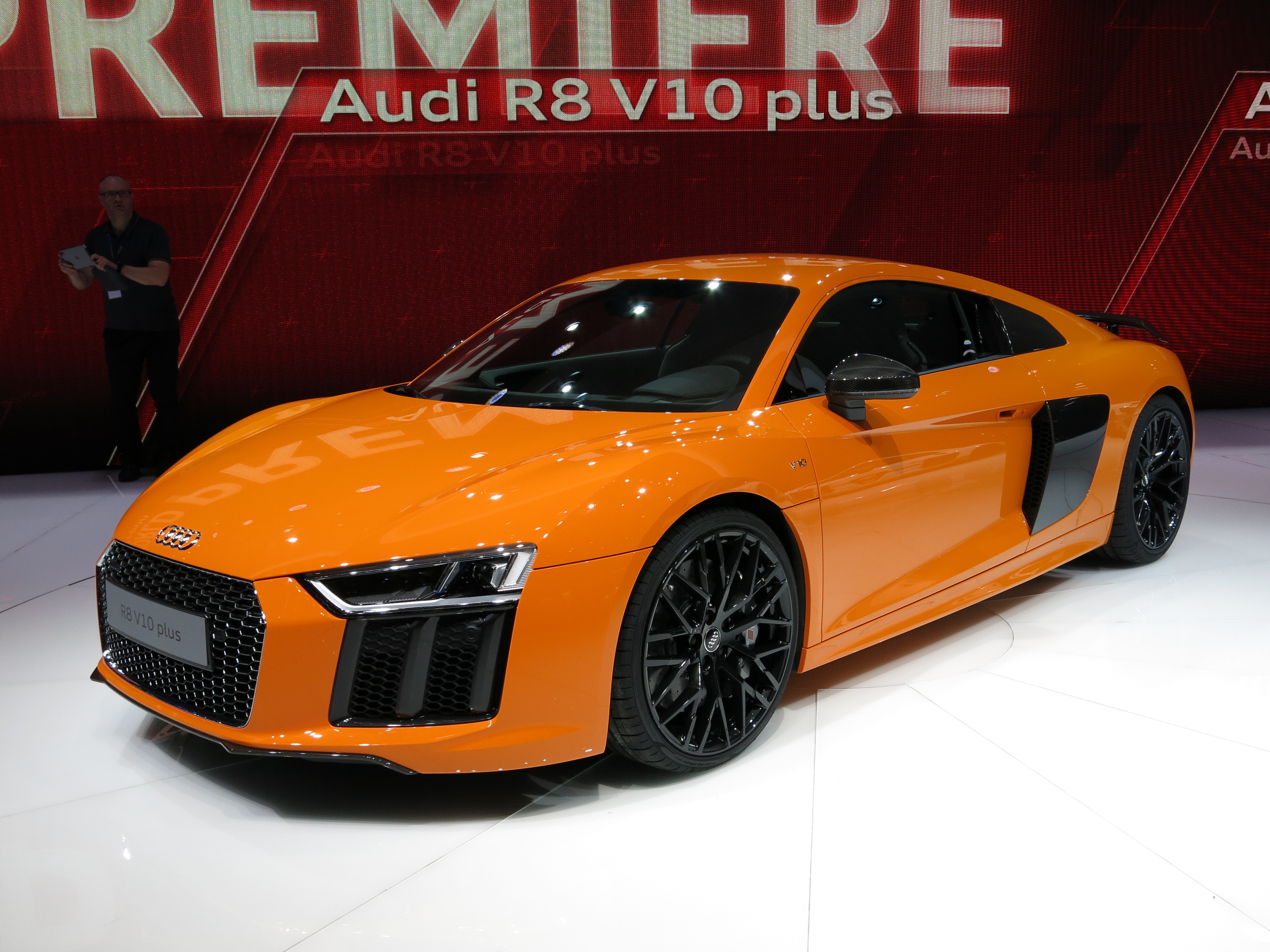
Présentation au Salon international de l'automobile de Genève 2015
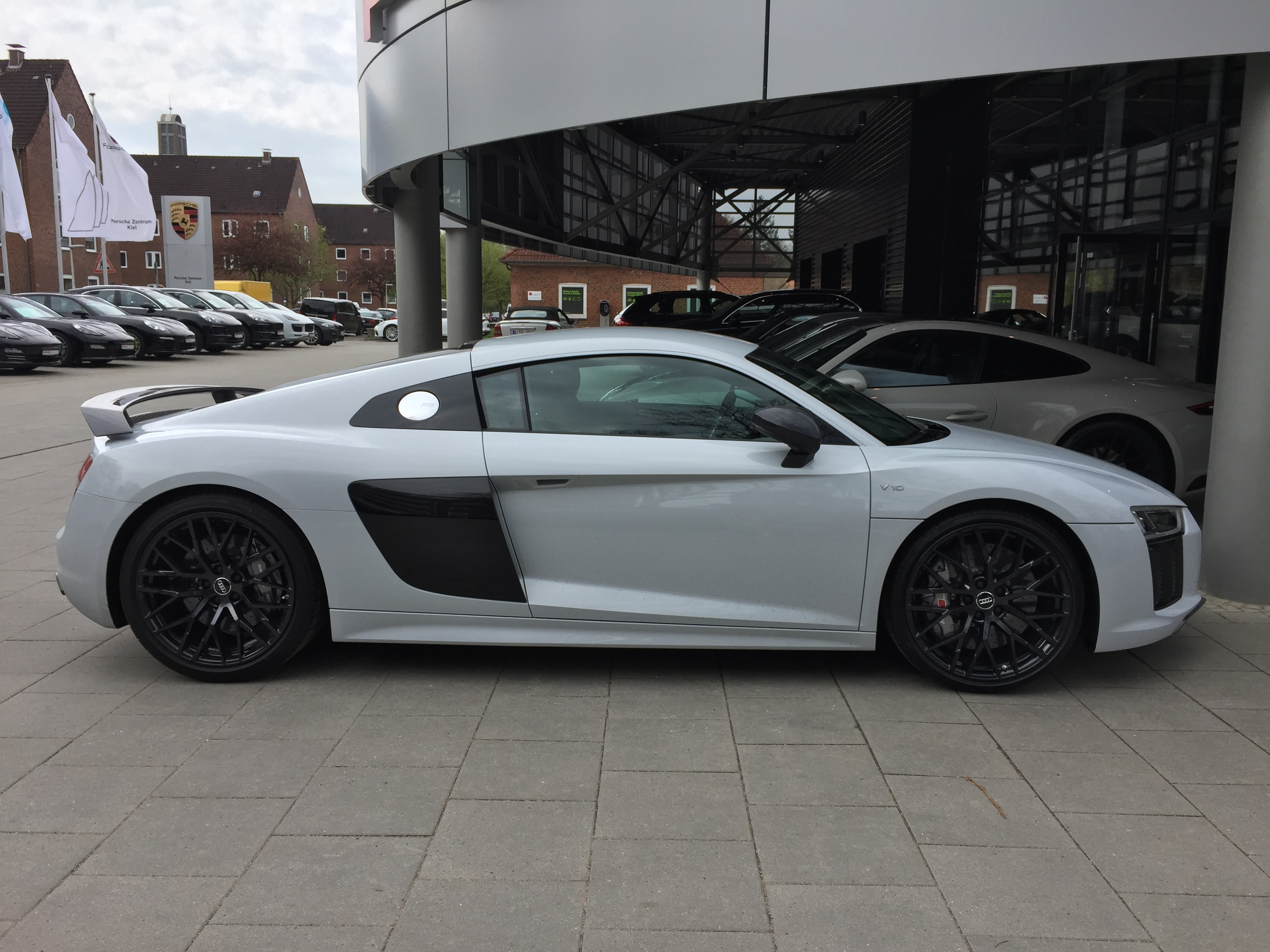
Vue de côté
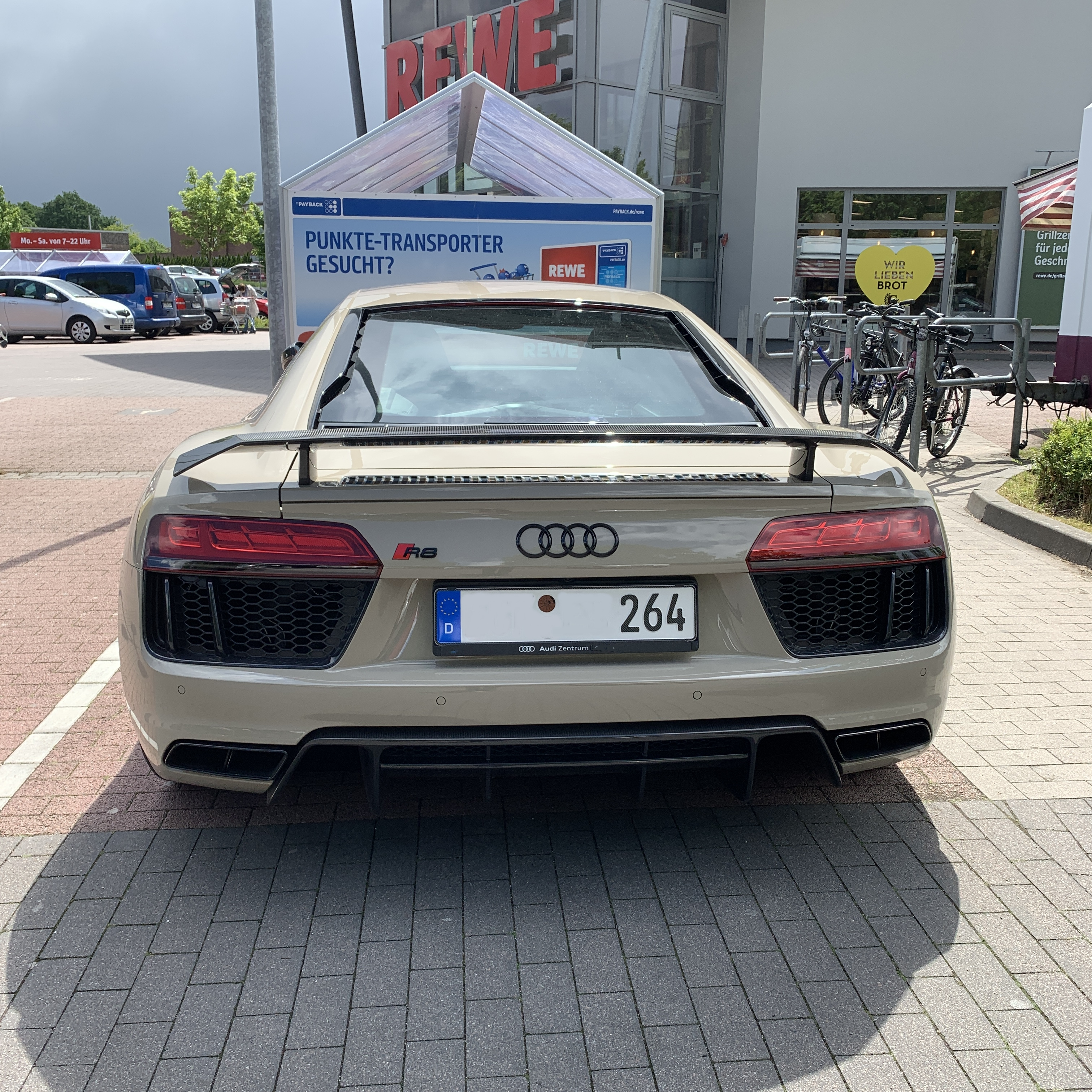
Vue arrière (Peinture individuelle Audi exclusive)
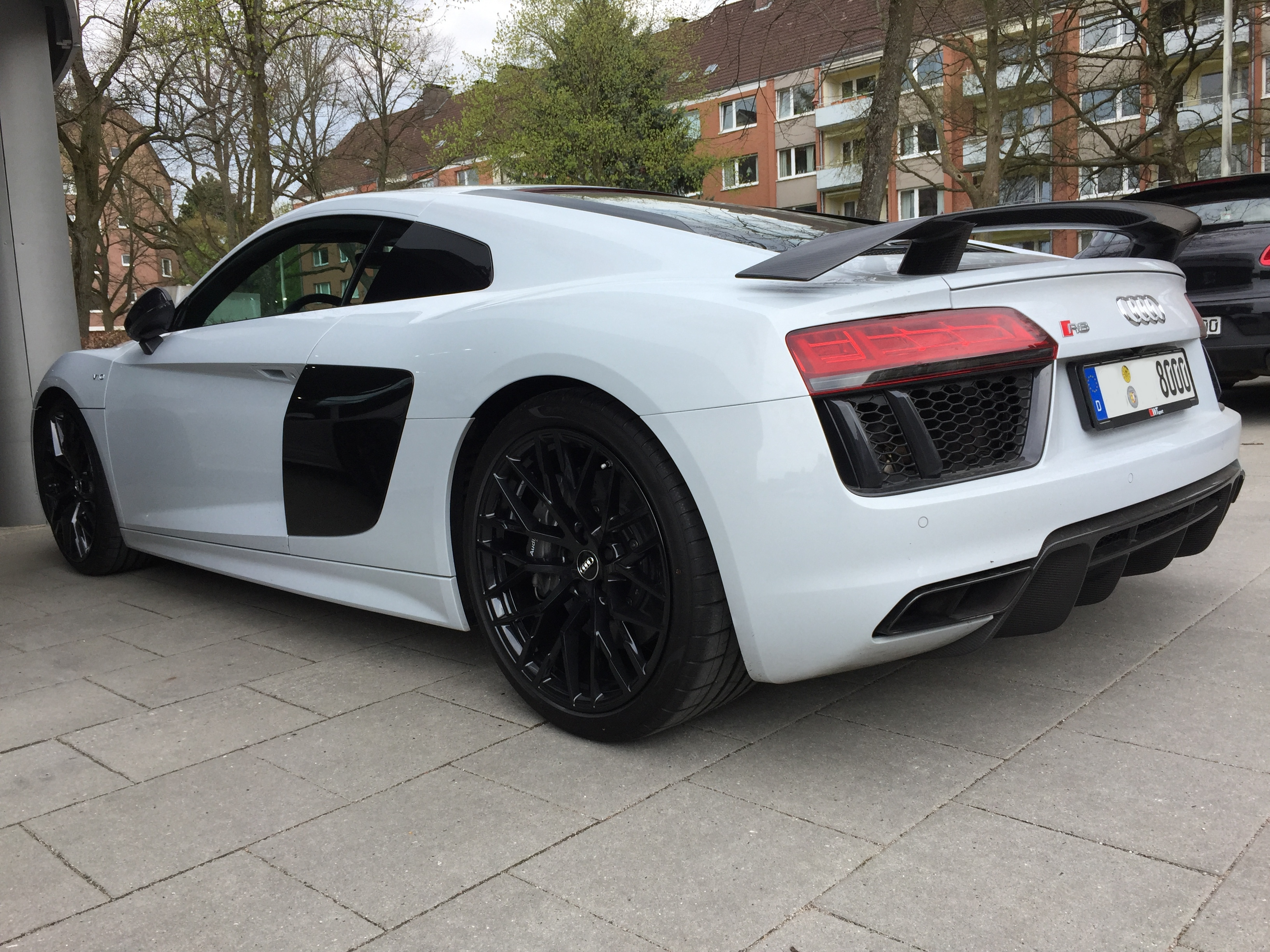
Vue arrière
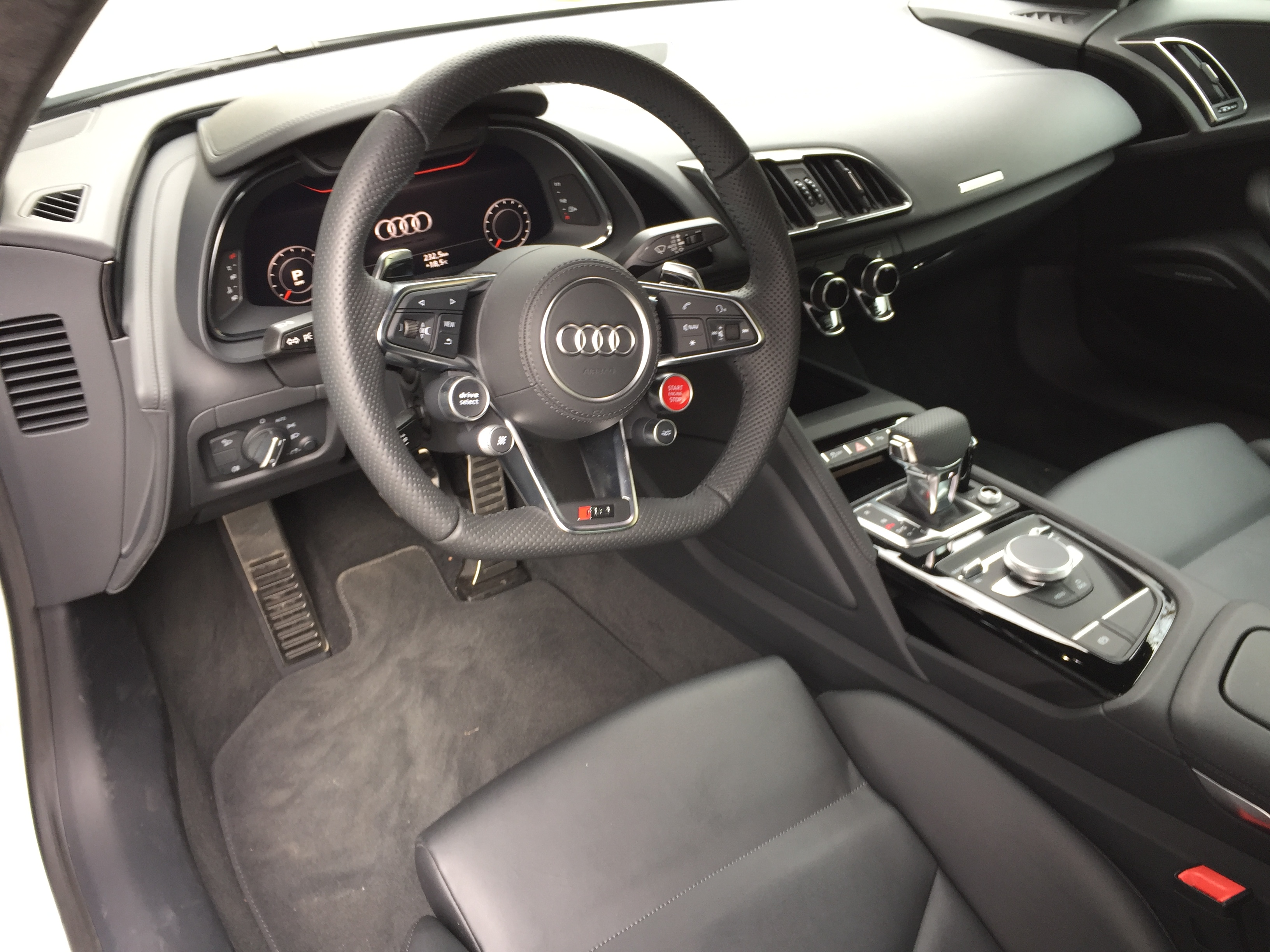
Vue du cockpit avec l’écran LCD
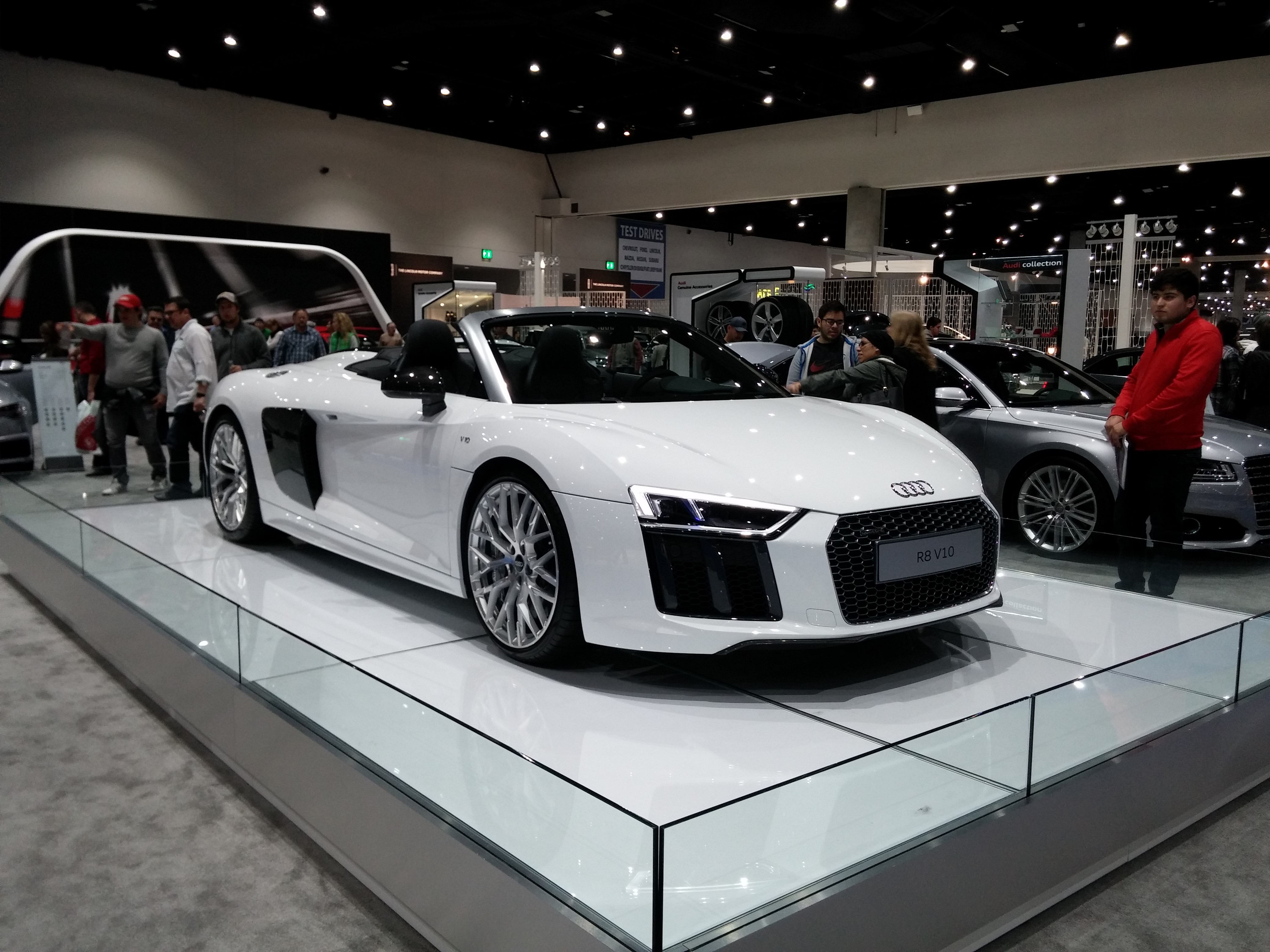
Audi R8 V10 Spyder (2016–2018)
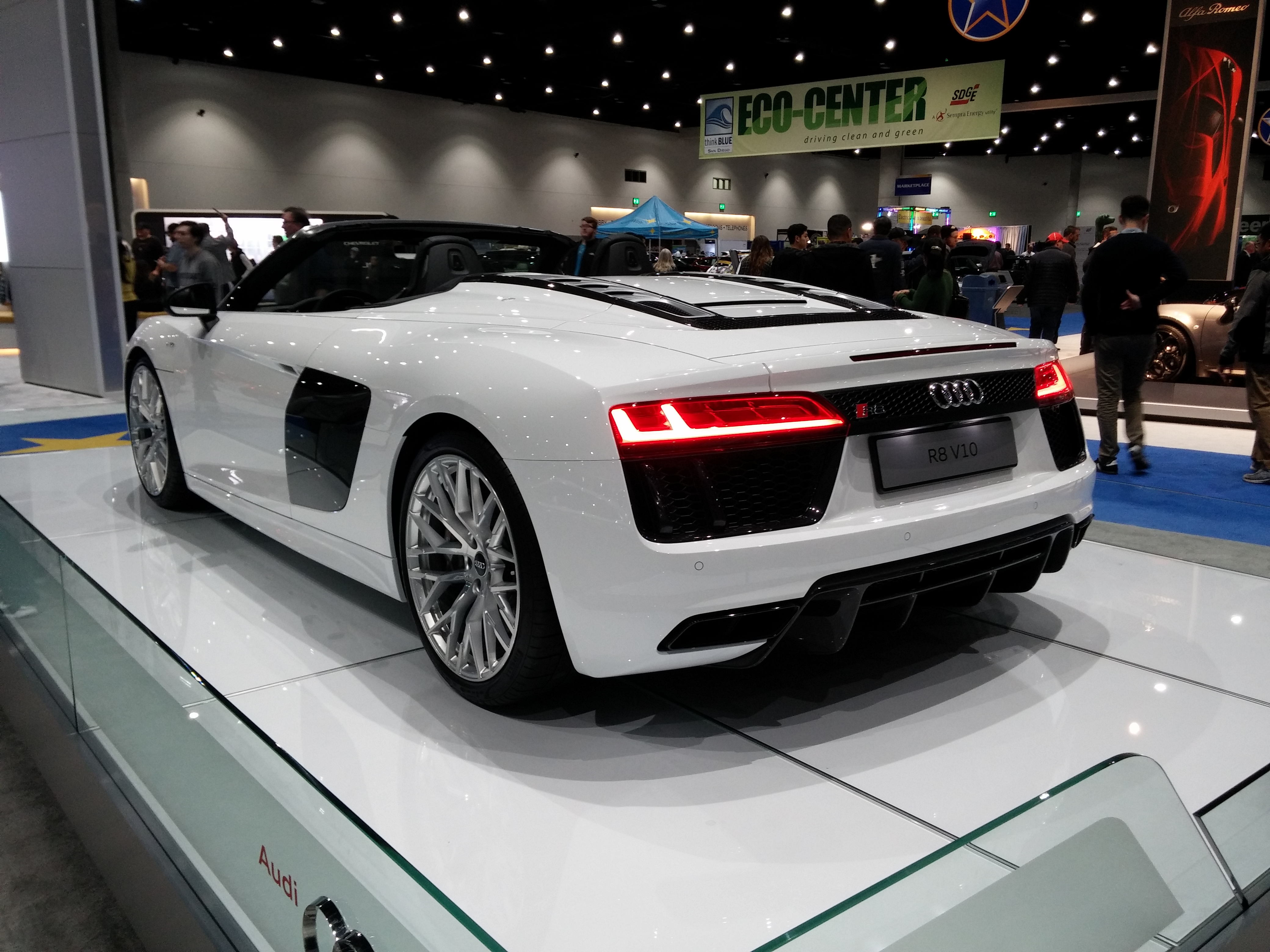
Vue arrière
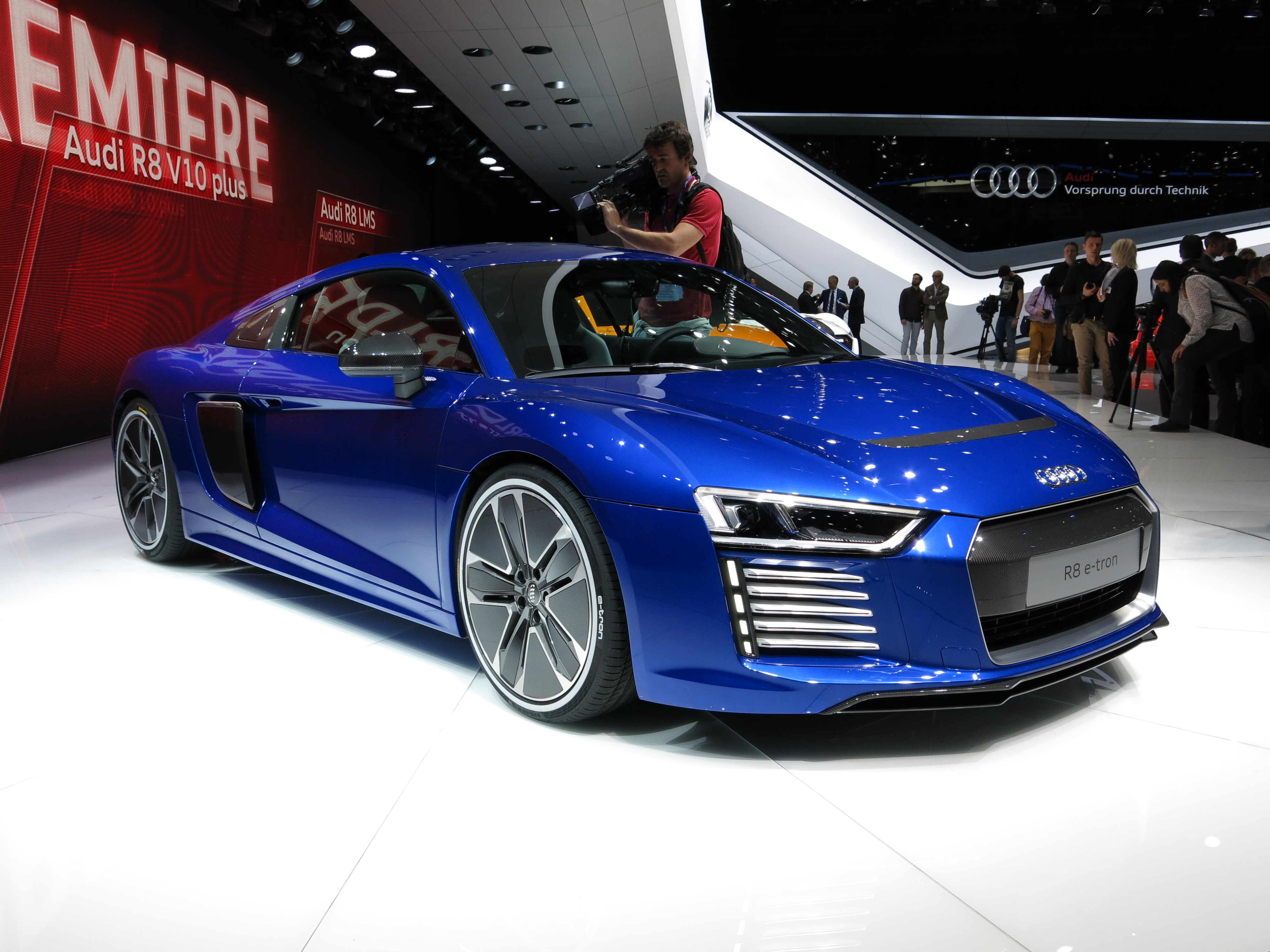
Audi R8 e-tron
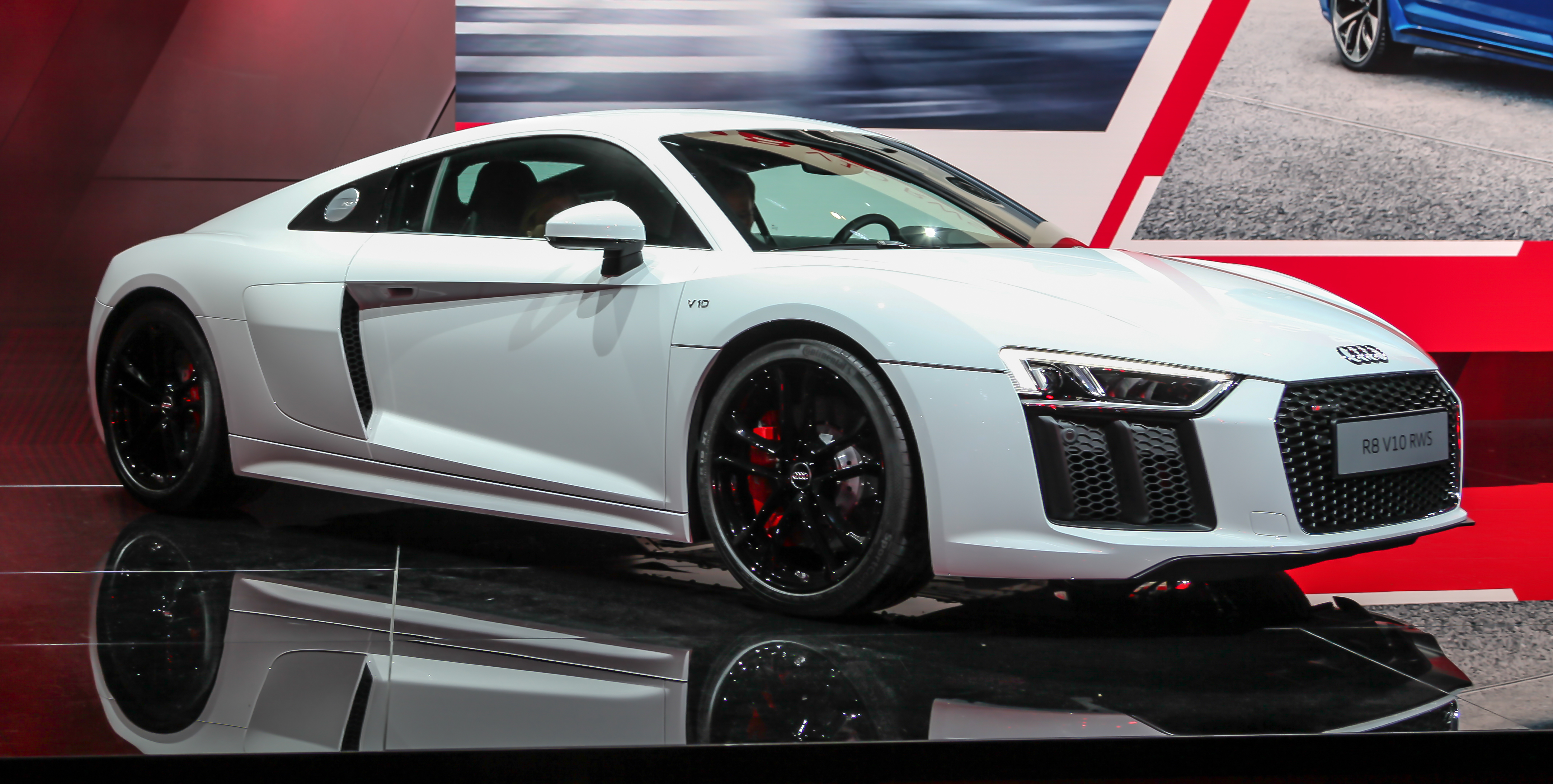
Audi R8 V10 RWS (2017–2018)
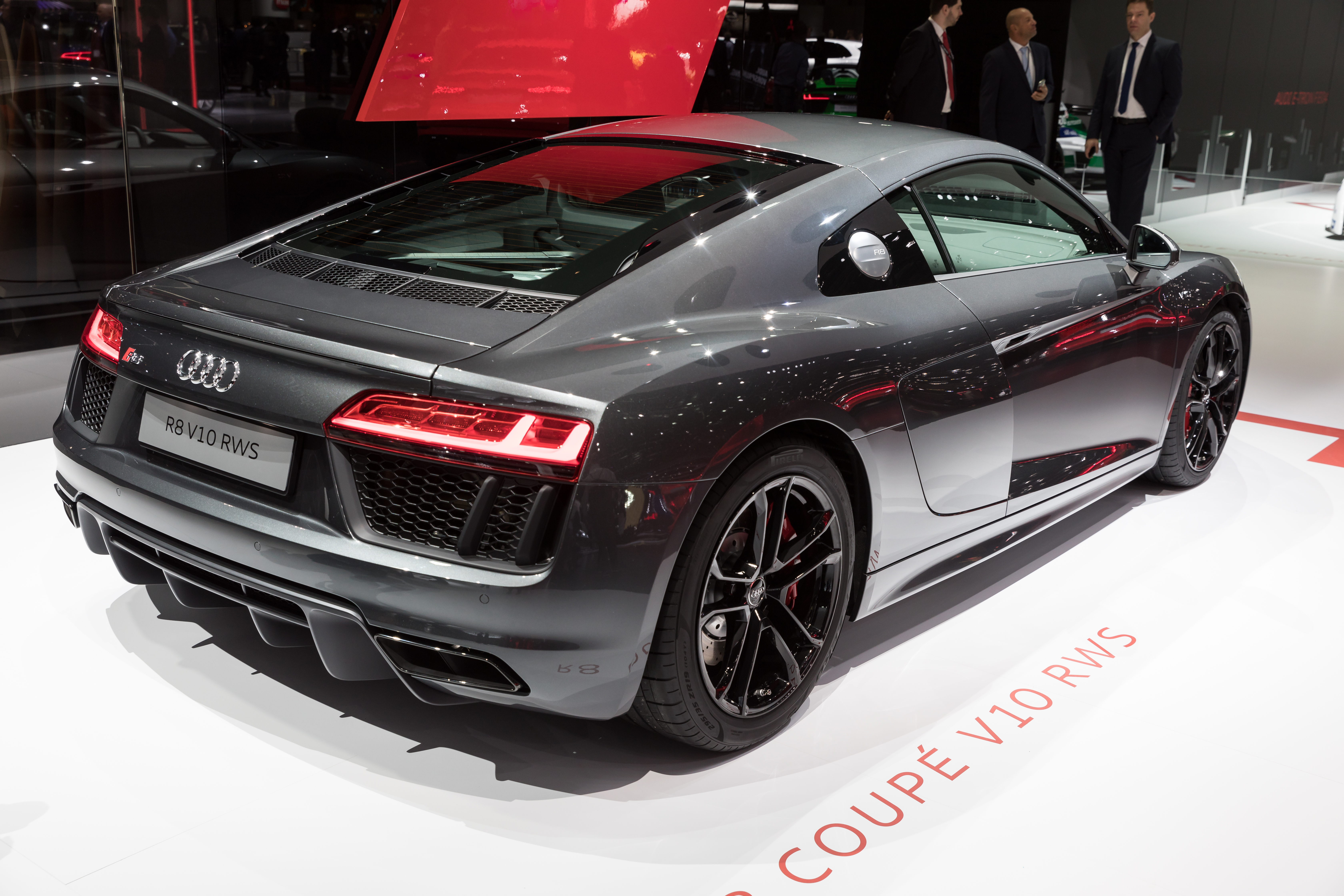
Vue arrière
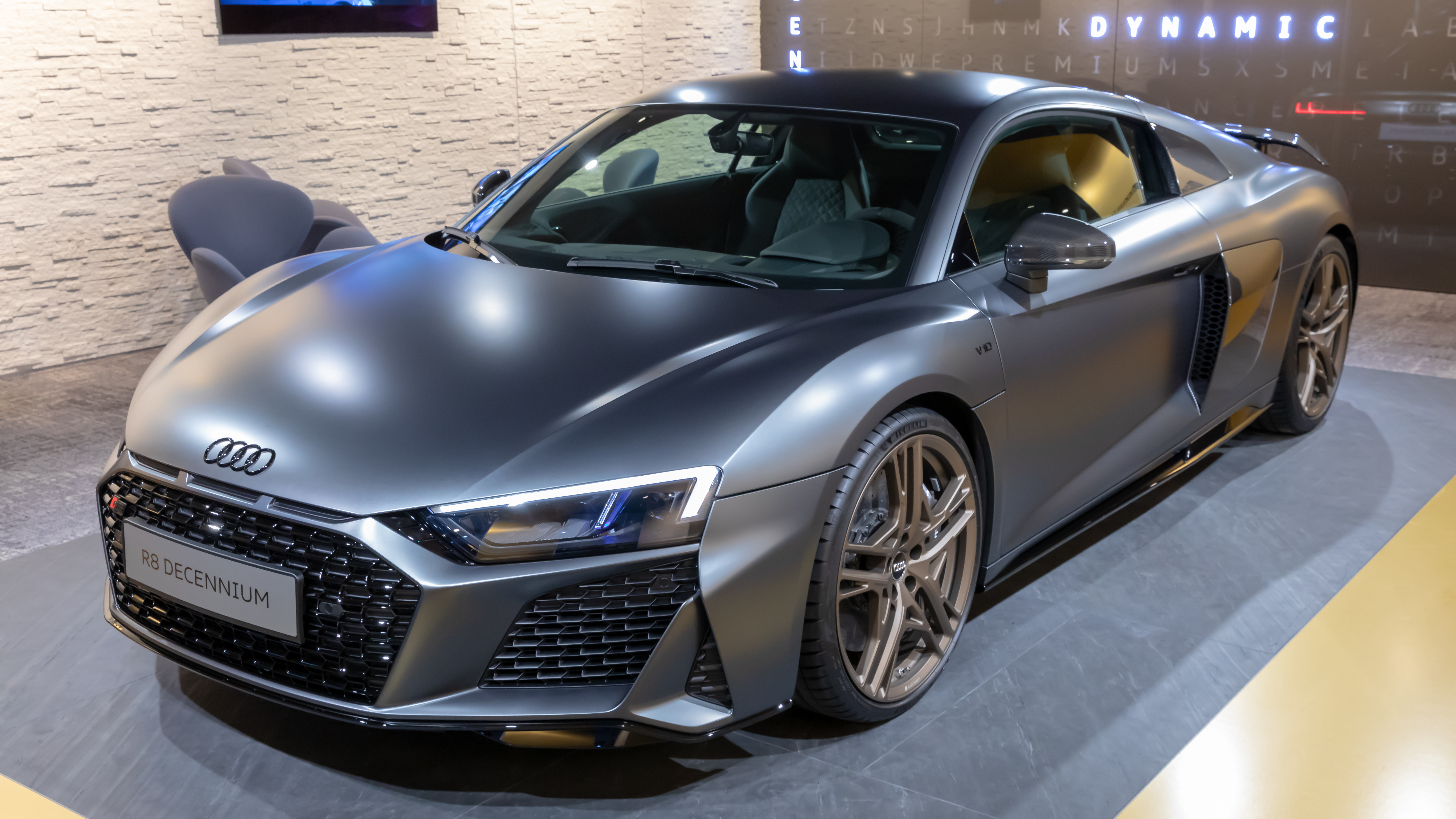
Audi R8 V10 Decennium au Salon de Genève 2019
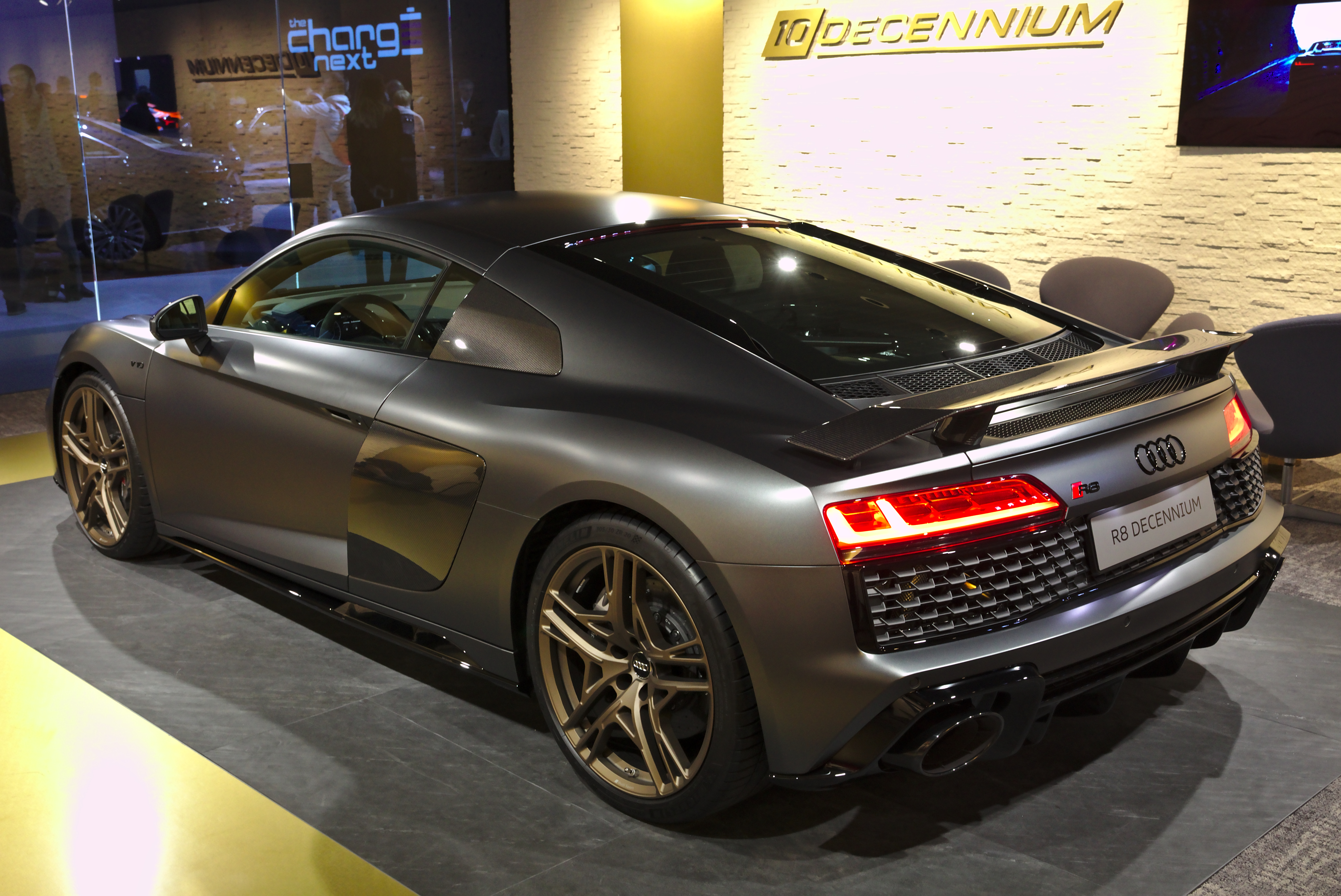
Vue arrière
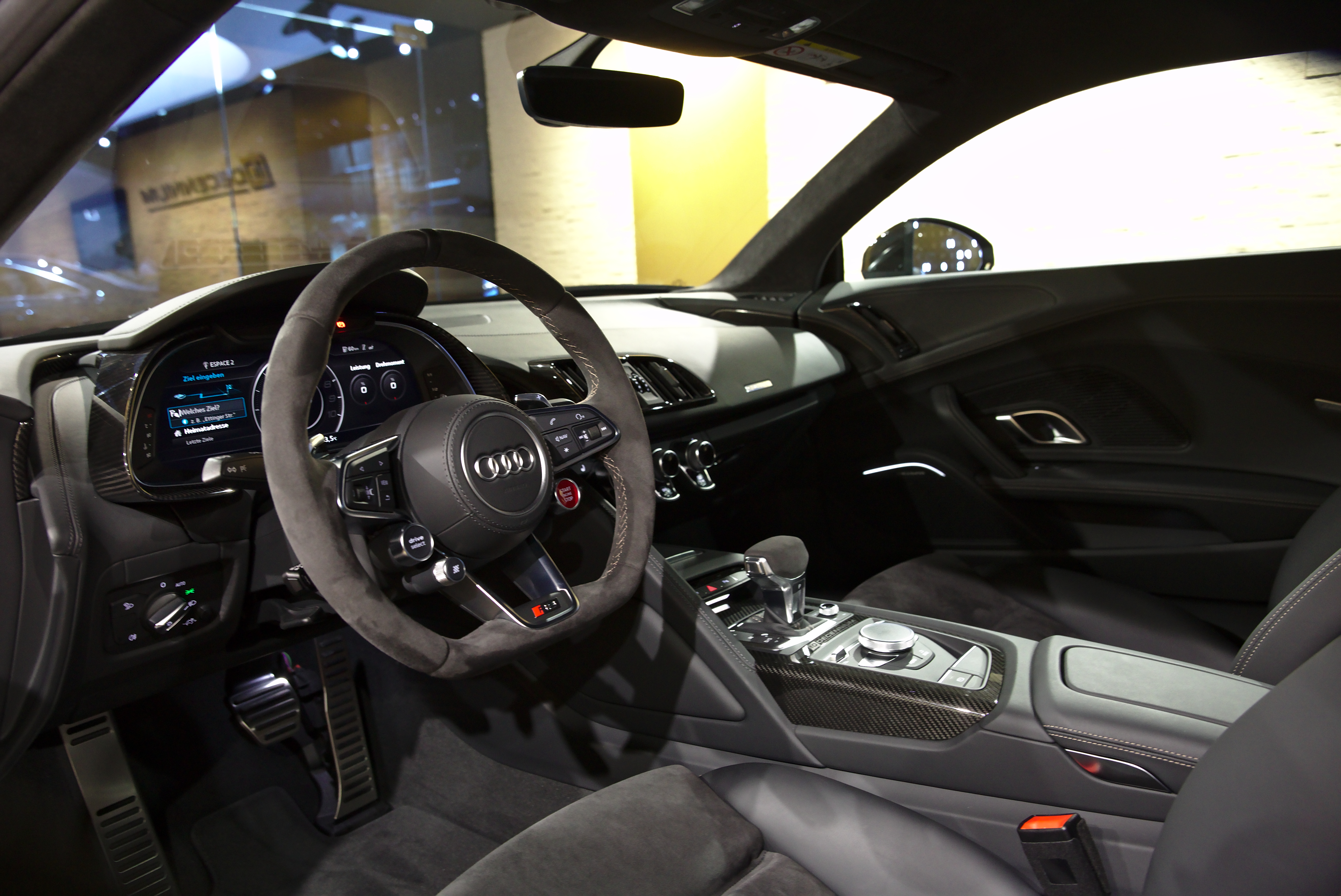
Intérieur
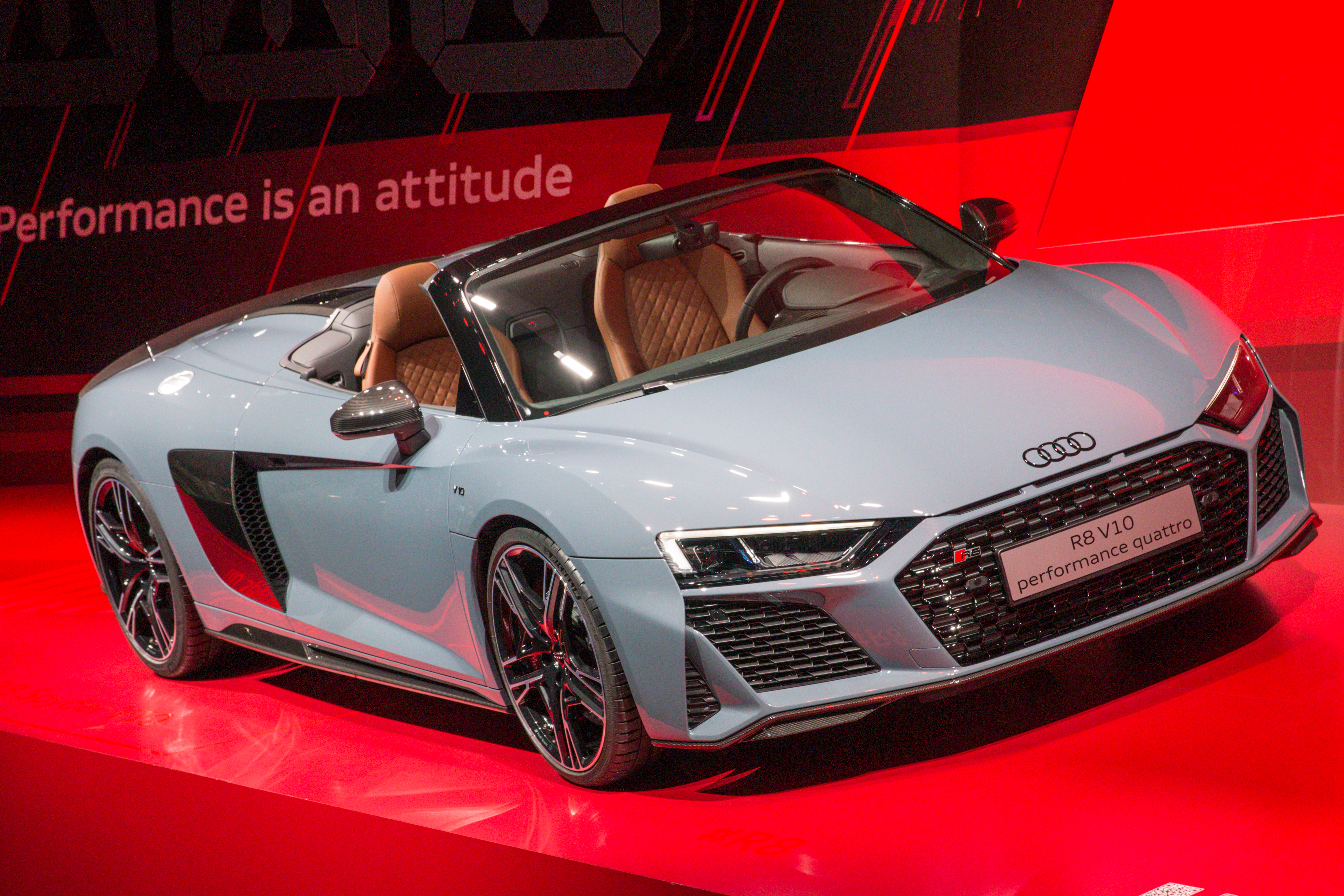
Audi R8 Spyder V10 performance quattro
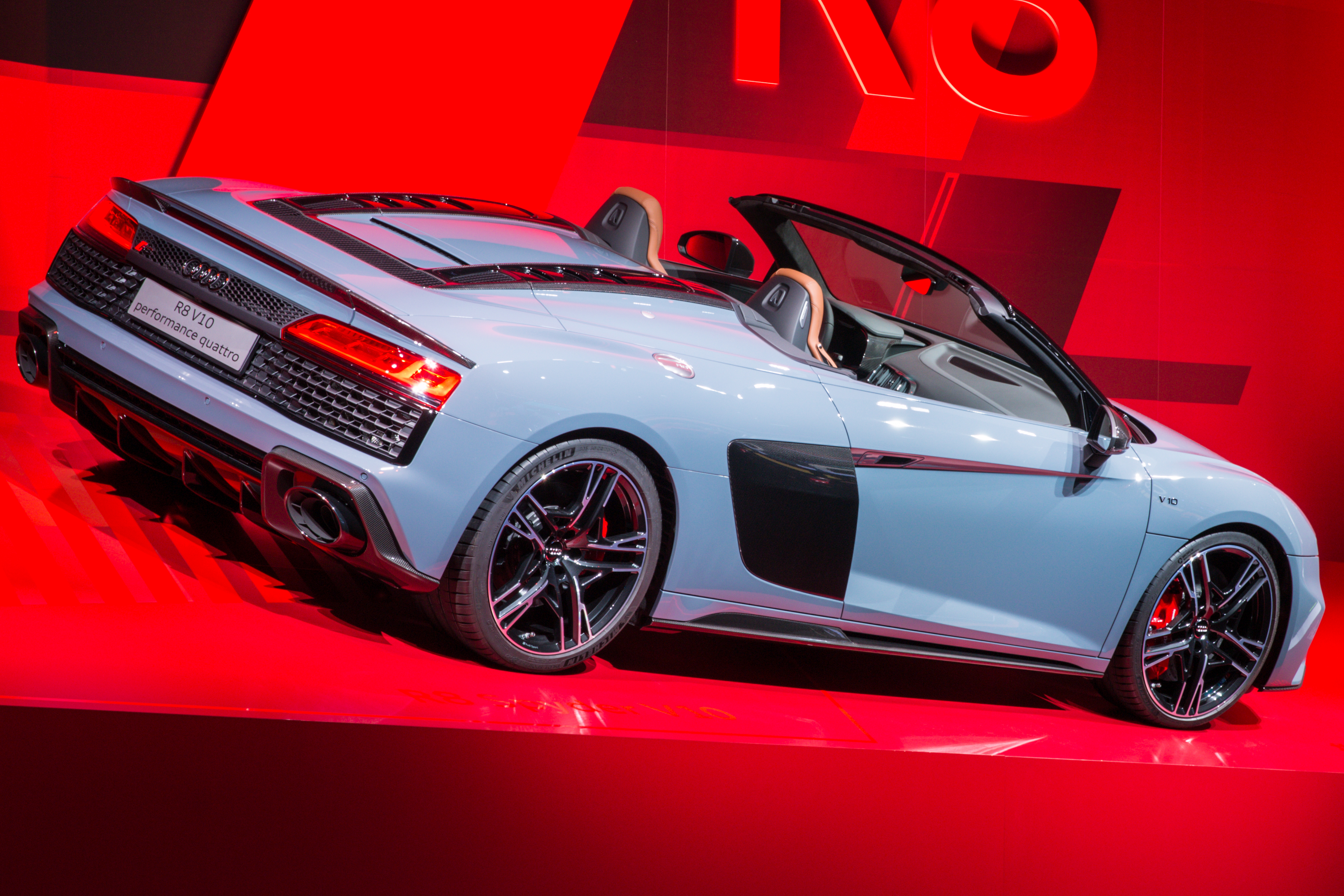
Audi R8 Spyder V10 performance quattro